# Derrick Obasohan
Derrick Obasohan, né le 18 avril 1981 à Houston (États-Unis), est un joueur de basket-ball professionnel nigérian. Il mesure 2,01 m.

## Carrière
- ?-2000 :  Elsik HS
- 2000-2004 :  Mavericks d'UT Arlington (NCAA)
- 2004-2005 :  Etzella Ettelbruck (1re division)
- 2005-2006 :  RBC Verviers-Pepinster (Division 1) puis  Belenenses (1re division)
- 2006-2007 :  Hyères-Toulon VB (Pro A)
- 2007-2009 :  SIG Strasbourg (Pro A)
- 2009-2010 :  Hyères-Toulon VB (Pro A)
- 2010-2011 :  Trabzonspor (TBL)
- 2011-2012 :  Joventut Badalone (Liga Endesa) puis  Caracas (LPB)
- 2012-2013 :  Boca Juniors (LNB) puis  Cholet (Pro A)
- 2013-2015 :  AS Monaco (NM1) (Pro B)
- 2015-2017 :  Provence Basket (Pro B)

## Équipe nationale
- Participation au Championnat du monde en 2006 (14e)
- Médaillé de bronze au Championnat d'Afrique en 2011 (3e)
- Participation aux Jeux olympiques de Londres en 2012 (10e)

## Palmarès
- Vainqueur de la coupe du Luxembourg en 2005
- Sélectionné au All-Star Game LNB 2009
- Meilleur marqueur de Pro A 2009-2010 (19,8 pts/match)
- Médaillé de bronze au Championnat d'Afrique 2011
- Champion de France lors Championnat de France de basket-ball de Nationale masculine 1 lors de la saison 2013-2014 avec l'AS Monaco
- Champion de France de Championnat de France de basket-ball de Pro B lors de la saison 2014-2015 avec l'AS Monaco